# Copa Centroamericana
La Copa Centroamericana (hasta el 2011 conocida como Copa de Naciones de la UNCAF) fue un torneo de fútbol clasificatorio para la Copa de Oro de la CONCACAF realizado de forma bienal por la Unión Centroamericana de Fútbol, donde participan Belice, Costa Rica, El Salvador, Guatemala, Honduras, Nicaragua  y Panamá. Los 4 primeros puestos de este torneo clasificaban a la Copa de Oro y uno a repechaje junto con el quinto de la Copa del Caribe. 
La competición tuvo su última edición en 2017, ya que fue reemplazada por la Liga de Naciones de la Concacaf.

## Resultados
| Año          | Sede           | Edición |            | Campeón    | Segundo lugar |             | Tercer lugar | Cuarto lugar |
| 1991 Detalle | Costa Rica     | I       | Costa Rica | Honduras   | Guatemala     | El Salvador |              |              |
| 1993 Detalle | Honduras       | II      | Honduras   | Costa Rica | Panamá        | El Salvador |              |              |
| 1995 Detalle | El Salvador    | III     | Honduras   | Guatemala  | El Salvador   | Costa Rica  |              |              |
| 1997 Detalle | Guatemala      | IV      | Costa Rica | Guatemala  | El Salvador   | Honduras    |              |              |
| 1999 Detalle | Costa Rica     | V       | Costa Rica | Guatemala  | Honduras      | El Salvador |              |              |
| 2001 Detalle | Honduras       | VI      | Guatemala  | Costa Rica | El Salvador   | Panamá      |              |              |
| 2003 Detalle | Panamá         | VII     | Costa Rica | Guatemala  | El Salvador   | Honduras    |              |              |
| 2005 Detalle | Guatemala      | VIII    | Costa Rica | Honduras   | Guatemala     | Panamá      |              |              |
| 2007 Detalle | El Salvador    | IX      | Costa Rica | Panamá     | Guatemala     | El Salvador |              |              |
| 2009 Detalle | Honduras       | X       | Panamá     | Costa Rica | Honduras      | El Salvador |              |              |
| 2011 Detalle | Panamá         | XI      | Honduras   | Costa Rica | Panamá        | El Salvador |              |              |
| 2013 Detalle | Costa Rica     | XII     | Costa Rica | Honduras   | El Salvador   | Belice      |              |              |
| 2014 Detalle | Estados Unidos | XIII    | Costa Rica | Guatemala  | Panamá        | El Salvador |              |              |
| 2017 Detalle | Panamá         | XIV     | Honduras   | Panamá     | El Salvador   | Costa Rica  |              |              |

## Palmarés
| Equipo      | Campeón                                            | Subcampeón                       | Tercer lugar                           | Cuarto lugar                                 |
| ----------- | -------------------------------------------------- | -------------------------------- | -------------------------------------- | -------------------------------------------- |
| Costa Rica  | 8 (1991, 1997, 1999, 2003, 2005, 2007, 2013, 2014) | 4 (1993, 2001, 2009, 2011),      |                                        | 2 (1995, 2017)                               |
| Honduras    | 4 (1993, 1995, 2011, 2017)                         | 3 (1991, 2005, 2013)             | 2 (1999, 2009)                         | 2 (1997, 2003)                               |
| Guatemala   | 1 (2001)                                           | 5 (1995, 1997, 1999, 2003, 2014) | 3 (1991, 2005, 2007)                   |                                              |
| Panamá      | 1 (2009)                                           | 2 (2007, 2017)                   | 3 (1993, 2011, 2014)                   | 2 (2001, 2005)                               |
| El Salvador |                                                    |                                  | 6 (1995, 1997, 2001, 2003, 2013, 2017) | 7 (1991, 1993, 1999, 2007, 2009, 2011, 2014) |
| Belice      |                                                    |                                  |                                        | 1 (2013)                                     |

En cursiva se consignan los torneos donde el país fue local.

## Estadísticas generales
| Equipo | Equipo      | Pts | PJ | PG | PE | PP | GF  | GC  | Dif | Rend   |
| ------ | ----------- | --- | -- | -- | -- | -- | --- | --- | --- | ------ |
| 1      | Costa Rica  | 124 | 61 | 36 | 16 | 9  | 109 | 38  | +71 | 67.76% |
| 2      | Honduras    | 114 | 60 | 34 | 12 | 14 | 108 | 49  | +59 | 63.33% |
| 3      | Guatemala   | 83  | 51 | 23 | 14 | 14 | 63  | 48  | +15 | 54.24% |
| 4      | El Salvador | 80  | 63 | 22 | 14 | 27 | 62  | 72  | -10 | 42.33% |
| 5      | Panamá      | 76  | 52 | 21 | 13 | 18 | 56  | 52  | +4  | 48.72% |
| 6      | Nicaragua   | 20  | 44 | 5  | 5  | 34 | 29  | 116 | -87 | 15.15% |
| 7      | Belice      | 9   | 33 | 1  | 6  | 26 | 20  | 81  | -61 | 9.09%  |